# Шустовцы
Шустовцы (укр. Шустівці) — село в Каменец-Подольском районе Хмельницкой области Украины.
Население по переписи 2001 года составляло 543 человека. Почтовый индекс — 32335. Телефонный код — 3849. Занимает площадь 0,936 км².

## Местный совет
32335, Хмельницкая обл., Каменец-Подольский р-н, с. Шустовцы, ул. Ленина, 45